# Архитектура Ахеменидов
Архитектура Ахеменидов (перс. معماری هخامنشیان‎) относится к культурным достижениям Державы Ахеменидов, проявляющийся в строительстве красивейших городов того периода, таких как: Персеполь, Сузы и Экбатана. Архитектура Ахеменидов в основном была направлена на постройку храмов для поклонения и здания общественных мероприятий, таких как Зороастрийские храмы, мавзолеи воздвигнутые в честь погибших царей, например, мавзолей Кира Великого. Особенность персидско-ахеменидской архитектуры была в её эклектичном характере с элементами мидийской, ассирийской, и греко-азиатской архитектуры. Тем не менее, архитектура тех времён сохраняла уникальную персидскую идентичность.
Архитектурное наследие Ахеменидов, начиная с расширения империи около 550 года до нашей эры, было периодом творческого расцвета, которые оставили невероятное обилие архитектурного наследия, начиная с мавзолея Кира Великого в Пасаргадах и красивейших сооружений в процветающем те эпохи городе Персеполь. С появлением второй персидской империи, то есть династии Сасанидов в 224—624 годах, традиции Ахеменидской архитектуры возродились в строительстве храмов посвящённых огню и монументальных дворцов.
Пожалуй, наиболее ярким из дошедших до нас сооружений времён Ахеменидов на сегодняшний день это руины Персеполя, некогда процветающего города, основанный Ахеменидским царём Дарием Великим для государственных и церемониальных функций. Персеполь выступал также в качестве одного из четырёх столиц огромной империи. Подобные архитектурные объекты инфраструктуры были также возведены в Сузах и Экбатане, выступающих в аналогичных функциях как Персеполис.

## Гробница Кира Великого
Несмотря на то, что Кир Великий правил большой частью древнего мира, дизайн гробницы крайне прост и скромен по сравнению с мавзолеями и гробницами других древних царей и правителей, у которых мавзолеи были величественными. Простота конструкции производит мощный эффект на зрителя, поскольку за исключением нескольких камней под крышей и небольшой розеткой над его входом, нет других стилистических отвлекающих факторов и это является уникальным явлением для той эпохи.

### Описание
После смерти Кира Великого, его останки были преданы земле в его столице Пасаргадах, именно в этом мавзолее. Геометрическая форма гробницы почти не изменилось за эти годы. Большой камень четырёхугольной формы в основании (сорок пять футов на сорок два фута), не нем семь пирамидальных камней, нерегулярных небольших прямоугольных камней (возможно, как отсылка к семи планетам из солнечной системы) достигающая высоты в восемнадцать футов. Далее, структура свернувшись образует кубическую постройку с маленьким отверстием или окном на одной стороне, где даже самые стройные и худые люди едва могут протиснуться.
Здание, или так называемый «домик» представляет собой прямоугольный, вытянутый куб, который находится прямо на вершине пирамидальных каменных ступеней, и составляет два метра в ширину, два метра в высоту и в три метра в длину. Внутренняя часть здания имеет небольшую камеру на несколько метров в ширину и высоту, и около четырёх метров в глубину. В этой камере и находится гроб Кира Великого. Крыша здания имеет одинаковую длину и ширину, как и само здание. Вокруг могилы был ряд колонн, которые не сохранились до наших дней. Древний греческий историк Арриан указывал на то, что Кир Великий был действительно похоронен в камере внутри здания. Он описывает как Александр Македонский, увидев во время своего визита в Пасаргады эту гробницу, узнал, что тело Кира Великого было предано земле внизу структуры, и видел, что сама гробница на самом деле кенотаф или ложная гробница. Также говорится, что изначально там был золотой гроб внутри мавзолея, поставленный на стол с золотыми опорами, внутри которого тело Кира Великого было предано земле.

### История мавзолея
Переводы древних греческих источников описывают, что гробница была построена в саде Пасаргады, в окружении деревьев и декоративных кустарников. В окружении гробницы находились Ахеменидские протекторы (или волхвы), которые защищали здание от краж или повреждений. Волхвы были группой Зороастрийских наблюдателей, живущие в своих отдельных комнатах, возможно, в караван-сарае. Они были на попечении государства Ахеменидов, а по некоторым данным они получали каждый день в качестве зарплаты хлеб или муку, а также одну овцу. Несколько лет спустя в ходе последовавшего хаоса, созданного Александром Македонским во время вторжения в Персию, и потерь централизованной власти и волхвов, гробница Кира Великого была взломана и большинство его драгоценностей были разграблены. Когда Александр добрался до гробницы, он был в ужасе от того, каким образом гробница сохранилась так идеально. Несмотря на разграбление гробницы, Александр приказал Аристобулу из Кассандрии улучшить состояние гробницы и восстановить её прежний облик.
Гробница выдержала испытание временем в течение около 2500 лет. После арабского вторжения в Персию и распада Сасанидской Империи, арабская армия хотела уничтожить этот уникальный исторический артефакт, на том основании, что это было против исламских догматов. Но активное сопротивление со стороны местных персов предотвратило разрушение мавзолея. В то время персы переименовали могилу и представили её арабам как гробницу матери царя Соломона.
Шах Ирана Мохаммед реза Пехлеви, последний официальный монарх Персии, во время 2,500 летнего юбилея празднования Персидской Империи почитал Ахеменидских царей, особенно Кира Великого. Как и Александр Македонский, Шах Ирана хотел реконструировать и реставрировать это наследие Кира Великого. Кроме того, Шах Ирана был заинтересован в защите всех имперских исторических артефактов.
После иранской революции гробница Кира Великого пережила первоначальный хаос и вандализм со стороны исламских революционных сторонников, которые сравнили персидские имперские исторические артефакты с периодом Шахского Ирана. ЮНЕСКО включило гробницу Кира Великого и древний город Пасаргадах в список Всемирного наследия.

## Персеполис
Название «Персеполис» — латинизированное название старого персидского имени Парса, который в буквальном смысле означает город персов. Этот древний город также является выдающимся архитектурным достижением Державы Ахеменидов. Город Персеполис являлся одной из четырёх столиц империи. Город был основан около 560 года до н. э. Царь Дарий I перенёс сюда столицу после 520 года до н. э., затеяв масштабное строительство.
В ту эпоху город быстро развивается и становится центром торжественных праздников и культурных мероприятий, центром для почётных гостей и посетителей на поклон к царю, является частной резиденцией персидских царей, жилища сатрапов. Также в этом городе впервые пройдёт весной праздник Новруз. Престиж и великое богатство Персеполиса были хорошо известны в древнем мире, и это лучше всего описывает греческий историк Диодор Сицилийский как: «самый богатый город под солнцем».
Сегодня археологические остатки этого некогда процветающего города расположены в 70 километров к северо-востоку от современного иранского города Шираз, в провинции Парс, что на юго-западе Ирана. Древний Персеполис это широкий комплекс высотой 40 футов, шириной 100 футов, и длиной треть мили, состоящий из нескольких залов, коридоров, широких террас, и особой, двойной, симметричной лестницей, которая обеспечивала доступ к верхней террасе. В лестницах очертают рельефы сцен различных мотивов из повседневной жизни людей или природы, включая некоторые, которые как метафорические; некоторые сцены описывают природные акты, таких как лев нападающий на свою добычу или символика весны и Навруза медведи. Другие сцены изображают послов из других царств, преподносящих царю дары, а также сцены с изображением королевских гвардейцев, или сцен социальных взаимодействий между охранниками или сановниками. Эту лестницу иногда называют как «весь мир».

### Ападана
Центром комплекса является Ападана Дария, приподнятая над террасой на высоту 4 метра. К ней ведут две парадные лестницы, настолько пологие, что по ним можно было проехать на колесницах. Главную же ценность этих лестниц и всей террасы Ападаны составляют рельефы, высеченные на каменных плитах. По внешней стороне лестницы они изображают торжественное шествие царской гвардии, а по внутренней — шествие слуг, несущих баранов, сосуды, бурдюки с вином. Такое же действие запечатлено и на рельефах самой Ападаны: здесь в процессию выстроены представители покорённых народов. Структура была первоначально закрытой и состояла из элементов глинобитных стен более 5 метров и длиной более 20 метров. Колонны были уникальны в том, что на каждом складочном камне часто изображались быки или животные. Эти колонны в портиках обладали круговым основанием.
Многие исследователи давно считают, что процессии данников, украшающие лестницы Ападаны, буквально воспроизводят некое ежегодное мероприятие, возможно, приуроченное к празднованию Нового года. У восточной двери Ападаны изображён восседающий на троне царь царей Дарий I, за ним стоит наследник престола Ксеркс.
Сама ападана представляла собой большой зал, окружённый вестибюлями. Крыша сооружения, вероятно, была деревянной и поддерживалась семьюдесятью двумя каменными колоннами, тринадцать из которых сохранились.

### Трипилион и стоколонный зал
За Ападаной Приблизительно в центре террасы находился Трипилон, вероятно, главный парадный зал в Персеполе. Его лестница украшена рельефными изображениями сановников, на его восточных воротах имелся ещё один рельеф, изображающий Дария I на троне и наследника Ксеркса. Далее располагалось огромное помещение, названное археологами Залом ста колонн, по количеству найденных оснований колонн. По бокам северного портика стояли большие каменные быки, восемь каменных ворот были украшены сценами из царской жизни и сражений царя с демонами. Оба парадных помещения — Ападана и Зал ста колонн — почти квадратной формы; к зданиям, где они расположены, сзади примыкали лабиринты сокровищниц, кладовых и жилых помещений, от которых сохранились практически только одни фундаменты.

### Гарем Ксеркса
В южной части платформы были дворец Ксеркса, жилые и подсобные помещения, а также царская сокровищница, украшенная прекрасными рельефными изображениями Дария и Ксеркса. Наиболее интересным из них является здание, названное первым персепольским археологом Херцфельдом Гаремом Ксеркса. Оно состояло из двадцати двух небольших двух-трёх-комнатных помещений, где могли проживать множество женщин с малолетними детьми.

### Тачара
Справа от ападаны находился тачара (жилой дворец) Дария I. Дворец был украшен рельефными изображениями. Во дворце имеется надпись их создателя: «Я, Дарий, великий царь, царь царей, царь стран, сын Гистаспа, Ахеменид, построил этот дворец». Сегодня от тахары остались только фундамент, каменные порталы с дверными проёмами и нижние части стен с уцелевшими барельефами.

### Водная система Персеполиса
Канализационные сети Персеполиса были одним из самых сложных в древнем мире. Персеполис построен у подножия горы Рахмат, из-за этого люди соединили город к подножиям горы. Персеполис был важным культурным центром. Часто во время праздников, например в начале весны во время праздника Новруз город затоплялся из-за больших осадков и стоков воды от растаявшего льда и снега. Поэтому канализационные сети приобретали большое значение в этот критический момент. Канализация использовалась для направления потока воды сверху вниз от северных областей, а также для обслуживания жителей города в и их потребности в воде.
В целях предотвращения затопления Ахемениды использовали две техники, чтобы направить в другую сторону растаявший снег и горные стоки: первой техникой был сбор стоков в резервуар, квадратное отверстие с размерами 4,2 метра и глубиной до 60 метров, что позволяла собрать до 554 кубометров или 554,000 литров воды и стока. Вода направлялась в сторону водохранилища через несколько кладок желобов расположенных вокруг конструкции. Вторая стратегия была для отвода воды от зданий. Для этого резервуары должны были быть заполнены полностью; этот метод использовался в резервуаре размеров в 180 метров в длину, 7 метров в ширину и 2,6 метра глубину, который находился в западной части города.
Системы водоснабжения, однако, было гораздо сложнее, чем техника сборов воды в водохранилища и резервуары. По древним временам система закрытых труб была очень сложной. Ирригационная трубы была разделена на пять зон, две трубы в северной части строения и три в южной части. Удивительно, но в то время оросительная система была разработана. Она работала таким образом: чтобы вода текла одинаково, на местах существовали центральные дренажные каналы в центре колонны и небольшие сточные отверстия и проводники на каждом этаже, и отдельная труба, чтобы брать воду из крыши. Пять труб обладали стоком производительностью в 260 литров в секунду, которая заведомо больше, чем сумма, необходимая для обработки горных стоков указывая, что система также используется для водоснабжения жителей, удаления и очистки сточных вод, и даже для орошения садов вокруг конструкции.

### Структурные технологии Персеполиса
Для того, чтобы такая массивная конструкция, функционировала должным образом, как например вес кровли, колонны и террасы, они должны были быть распределены равномерно. Строительство у подножия горы была хорошо продумана, так как часть подножия горы поддерживает эту тяжёлую структуру. Для строительства крыши и потолка использовалось равномерно дерево и камень, тем самым понижая её общий вес. Широкое использование камня в Персеполисе, не только гарантировали её структурную целостность в течение всего срока её использования и сохранения.